# Brigata GL-Matteotti
La Brigata GL-Matteotti è stata una formazione partigiana che ha combattuto sulle alture di Genova e del Levante Ligure, in particolare nell'alta Fontanabuona durante la Resistenza, all'interno della VI Zona Operativa.

## Le origini
Il nucleo originario della Brigata fu un gruppo GL riunito dal febbraio 1944 sul Monte Caucaso, anche se in realtà per parlare di una vera organizzazione militare con quel nome bisogna attendere la fine della primavera del 1944. Infatti sul finire dell'inverno il comando militare del partito d'azione genovese aveva deciso di costituire una propria unità combattente in Liguria, e come luogo venne decisa la val Fontanabuona. A questo fine venne chiamato dallo spezzino un ex militare, Antonio Zolezio, che sulle montagne intorno a Zeri aveva già una propria unità, affiliata alle unità di Giustizia e Libertà.
A fine marzo-inizio aprile Zolezio arrivò, con la moglie e la cognata (parente di Giacomo Matteotti - da cui il nome) a Serra sopra Cicagna. In breve riunì sbandati e renitenti, e costituì un suo gruppo. A fine giugno passarono all'azione, in modo clamoroso: l'occupazione del campo di prigionia di Calvari. In quel momento il campo era sotto utilizzato, c'erano una ventina di prigionieri (ebrei, politici, stranieri) e una quindicina di guardie. Zolezio nei giorni precedenti all'assalto convinse i militari di guardia a passare dalla sua parte, e quando - la notte del 5 luglio - i suoi partigiani attaccarono, non trovarono resistenza. Il campo fu preso e distrutto, i prigionieri liberati.
Tuttavia l'azione scavò ancor più profondamente quel fossato che nelle settimane precedenti si era formato tra la Cichero (che operava nella Valle dall'autunno/inverno del 1943/44) e gli uomini di Zolezio. In particolare Bisagno non tollerava che altri operassero in modo indipendente sul suo territorio, e il comportamento dei partigiani che non rispettava il rigido morale della Cichero. A metà luglio la Cichero disarmò la Matteotti, i cui uomini in parte si dispersero.
Il 3 agosto, nuovo disarmo degli uomini che ancora non lo erano stati, o che si erano riorganizzati.
Ma, nonostante questi ripetuti interventi, la Brigata non si dissolse. Anche se perse parecchi effettivi. Zolezio in una sua relazione del giugno aveva indicato di avere 150 uomini sotto di lui, mentre il Gimelli, nella sua storia della resistenza ligure, parla di 80 effettivi nell'estate dello stesso anno, tutti dislocati nell'alta Fontabuona, sulla riva sinistra, ma anche sulla riva destra del torrente Lavagna.

## La nascita della Brigata
Il 12 agosto, pochi giorni dopo aver subito il secondo disarmo, la formazione ottenne dal Comando Zona la libertà di associazione. Nello stesso mese si unirono alla brigata un centinaio di alpini della Divisione Alpina Monterosa; si rese così necessaria una revisione della struttura, che si articola si 3 compagnie, dislocate a Barbagelata, nella valle dell'Urri ed a Castagneto di Lorsica.
Con l'autunno iniziarono le prime offensive dei giellisti che sfidarono i fascisti dove si sentivano più sicuri, nelle città della Riviera. Azioni ardite, veloci, che si concludevano in poche ore o in una notte.
Ne ricordiamo alcune: attacco alla caserma della GNR ad Avegno, attacco tra Sori e Recco, uccisione del comandante delle Brigate Nere di Santa Margherita Ligure, avvenuta a Rapallo, nella zona dell'attuale casello autostradale, il pomeriggio dell'8 novembre.
Il 21 novembre 1944 la Brigata GL, formata da circa 170 elementi, e la Brigata Matteotti (formata da elementi socialisti della zona di Torriglia, benché di incerta consistenza numerica e non ancora riconosciuta presso il Comando Zona) si autonominano addirittura Divisione GL – Matteotti, suddivisa tra la I Brigata Borrotzu e la II Brigata Buozzi. Il Comando VI Zona non autorizza l'operazione, per mancanza dei numeri richiesti per la costituzione di una formazione di questo rango, sommato allo scarso rilievo militare dimostrato, e impone il ridimensionamento a Brigata articolata su due battaglioni.

## L'organigramma alla vigilia della Liberazione
Il gruppo tentò più volte di riorganizzarsi in maniera autonoma, ma senza mai ottenere l'autorizzazione ufficiale del Comando VI Zona, che invitò a conservare la struttura formata da 2 battaglioni. Nell'aprile 1945 la Brigata GL – Matteotti risultava composta da oltre 500 uomini, di cui però 140 ancora non armati. Di seguito l'organigramma proposto al Comando VI Zona.
- Comando Gruppo Brigate
- Brigata Pietro Borrotzu (Distaccamenti Cadei, Italo, Nando, Di Maggio, Gori, A)
- Brigata Antonio Lanfranconi (Distaccamenti Ventura, Luci, Baletto, Biffera, Spano, A)
- Formazione di Manovra Prospero Castelletto (5 distaccamenti volanti)

La Liberazione
Secondo il piano redatto dal comando militare genovese in vista dell'ora X dell'insurrezione, la Brigata Matteotti-Val Bisagno sarebbe scesa ad attaccare le caserme di Sturla, mentre sulla costa avrebbe attaccato i presidi tedeschi fino a Recco. All'interno, unitamente a reparti della Cichero, la GL Matteotti si doveva attestare sopra Uscio, per bloccare il ritiro dei tedeschi verso la val Trebbia.
A grandi linee queste prescrizioni vennero scrupolosamente eseguite, con una eccezione.
Nella notte tra il 23 e il 24 aprile vennero compiuti gli attacchi nella valle del Bisagno, da dove, dopo aver catturato prigionieri tedeschi e fascisti, si spostarono sopra Sturla. Attaccarono il presidio tedesco che verso sera del 24 si arrese.
Sopra Uscio, unitamente a partigiani della Cichero e in collegamento con gli angloamericani, presero contatto con 5000 tedeschi e fascisti. Questi dapprima rifiutarono la resa, ma dopo alcuni combattimenti, vista l'impossibilità di transitare, si arresero.
In queste azioni le due Brigate persero un solo uomo, a Sturla.
Più pesante di conseguenze l'azione nel Tigullio, a Rapallo. Nel piano originario non era prevista alcuna azione a oriente di Recco. Probabilmente scesero a Rapallo perché erano in gran parte della città, e lì volevano scendere.
L'azione a Rapallo, che portò alla resa del presidio tedesco forte di 2000 uomini, costò la vita a sei partigiani, fucilati da reparti tedeschi sopraggiunti, lungo il muro antisbarco.